# Salsola stellulata
Salsola stellulata là loài thực vật có hoa thuộc họ Dền. Loài này được Korovin & Iljin miêu tả khoa học đầu tiên năm 1936.